# Gaginói járás

A Gaginói járás a Nyizsnyij Novgorod-i területen

A Gaginói járás (oroszul Гагинский район) Oroszország egyik járása a Nyizsnyij Novgorod-i területen. Székhelye Gagino.

## Népesség
- 1989-ben 17 473 lakosa volt.
- 2002-ben 15 079 lakosa volt.
- 2010-ben 12 444 lakosa volt, melynek 96,1%-a orosz, 2,3%-a mordvin.

A járás népessége az alábbiak szerint alakult:
| Lakosok száma | 49 842 | 27 101 | 17 473 | 13 605 | 12 444 | 11 960 | 11 545 | 11 194 | 10 781 | 10 078 |
|               | 1939   | 1970   | 1989   | 2008   | 2010   | 2013   | 2015   | 2017   | 2019   | 2021   |